# Stephen Myron Schwebel

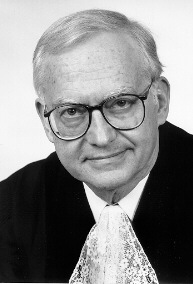
Stephen M. Schwebel

Stephen Myron Schwebel (* 10. März 1929 in New York City) ist ein amerikanischer Jurist. Er war von 1981 bis 2000 Richter am Internationalen Gerichtshof und von 1997 bis 2000 Präsident des Gerichts. Von 1994 bis 2009 fungierte er als Präsident des Verwaltungsgerichts des Internationalen Währungsfonds. Darüber hinaus wirkt er als Mitglied des Ständigen Schiedshofs und als unabhängiger Vermittler in internationalen Streitfällen.

## Leben
Stephen Schwebel wurde 1929 in New York City geboren und erwarb 1950 einen B.A.-Abschluss an der Harvard University. Nach weiteren Studien an der Cambridge University schloss er seine Ausbildung 1954 mit einem Master of Laws an der Yale University ab. Anschließend war er fünf Jahre lang in der New Yorker Kanzlei White & Case als Anwalt tätig, bevor er 1959 Assistant Professor an der Harvard University wurde. Zwei Jahre später wechselte er in das US-Außenministerium als Assistant Legal Adviser (Justiziar) für Angelegenheiten der Vereinten Nationen. 
Im Jahr 1967 wurde er Edward-Burling-Professor für internationales Recht an der  Johns Hopkins University. Ab 1973 war er darüber hinaus Berater des US-Außenministeriums im Bereich des internationalen Rechts, ein Jahr später wurde er Deputy Legal Adviser des Ministeriums. Von 1977 bis 1980 gehörte er der Völkerrechtskommission der Vereinten Nationen an. Sowohl seine Professur als auch seine Position im amerikanischen Außenministerium hatte er bis 1981 inne. Im gleichen Jahr wurde er als Nachfolger seines Landsmanns Richard Reeve Baxter Richter am Internationalen Gerichtshof (IGH) in Den Haag. Er wurde zweimal in diesem Amt bestätigt und verblieb bis zum Februar 2000 am Gericht (siehe Resolution 1278 des UN-Sicherheitsrates). Ab 1994 war er dabei Vizepräsident und von 1997 bis zum Ende seiner Amtszeit Präsident des Gerichtshofs in einer Phase, die zu den arbeitsreichsten in der Geschichte des IGH zählte.
Seit seinem Rückzug vom Internationalen Gerichtshof ist Stephen Schwebel als unabhängiger Vermittler und Rechtsberater in Washington tätig. Er ist dabei insbesondere spezialisiert auf Streitfälle zwischen Staaten und ausländischen Investoren und hat in über 40 wirtschaftsrechtlichen Vermittlungsfällen gewirkt. Darüber hinaus ist er Mitglied des Ständigen Schiedshofs. Von 1994 bis 2009 fungierte er als Präsident des Verwaltungsgerichts des Internationalen Währungsfonds, seit 2007 gehört er dem Verwaltungsgericht der Weltbank an. Die amerikanische Rechtszeitschrift „The American Lawyer“ wählte ihn im Jahr 2005 auf den zweiten Platz unter den zehn renommiertesten Vermittlern weltweit.

## Auszeichnungen
Stephen Schwebel erhielt 1992 die Presidential Medal der Johns Hopkins University, 1997 die Verdienstmedaille der Juristischen Fakultät der Yale University sowie 1998 den Wolfgang Friedmann Memorial Award der Juristischen Fakultät der Columbia University. Von der Amerikanischen Gesellschaft für internationales Recht, deren Ehrenpräsident er von 1996 bis 2001 war, wurde ihm im Jahr 2000 die Manley-O.-Hudson-Medaille für Verdienste im Bereich des Völkerrechts verliehen. Darüber hinaus ist er Ehrendoktor der Bhopal University in Indien (1983), der Hofstra University in New York (1997) sowie der Miami University (2002). Vom Trinity College und vom Lauterpacht-Zentrum für internationales Recht der Cambridge University wurde er zum Honorary Fellow ernannt.

## Werke (Auswahl)
- International Arbitration: Three Salient Problems. Grotius Publications, Cambridge 1987
- Justice in International Law. Selected Writings of Judge Stephen M. Schwebel. Cambridge University Press, Cambridge 1994, 2004 und 2008